# Потанин, Гавриил Никитич
Гаврии́л Ники́тич Пота́нин (9 [21] июля 1823, Симбирск, Российская империя — 17 [30] декабря 1910, Симбирск, Российская империя) — русский писатель, литератор и педагог. За роман «Старое старится, молодое растёт» был прозван современниками «русским Диккенсом».

## Биография

### Ранние годы
Родился Гавриил Потанин в Симбирске (ныне — Ульяновск) в семье крепостных. По окончании приходского училища обучался в Симбирской классической гимназии, и уже в старших классах был вынужден содержать себя преподаванием. Среди его учеников — будущий поэт Дмитрий Минаев и племянники писателя Ивана Гончарова. Окончив гимназию, Потанин не мог продолжить своё обучение в университете, и для заработка на жизнь занял первое попавшееся место учителя в Самарском уездном училище. Позднее стал его смотрителем, однако за сочинённую сатиру в адрес самарского губернского начальства в 1858 году был переведён в Бугульму, а в конце 1859 года и вовсе отставлен от службы с запретом работать в учебных заведениях Министерства народного просвещения.

### Петербург
Увольнение лишило Потанина с семьёй каких-либо средств существования и заставило уехать его в Санкт-Петербург. Позже в своих воспоминаниях он напишет:
Без связи, без протекции, не имея даже ни одного знакомого человека, я очутился в Петербурге, как Робинзон на острове. Полгода я бродил по улицам столицы, делая пешком по двадцать вёрст в день. Но куда ни приходил, — мне лично был один ответ: «места нет»! А на всех прошениях, куда ни подавал, была одна отметка: «оставить без последствий».
Один из студентов-соседей Потанина, узнав, что у того имеется рукопись большого романа, посоветовал отнести её в редакцию «Современника». Несмотря на скептицизм в отношении этой затеи, Гавриил Никитич отнёс рукопись «Крепостного права», на что получил апатичный ответ от руководителя журнала Николая Некрасова зайти за ответом через неделю. По прошествии назначенного времени Потанин вновь вошёл в приёмную, но на этот раз с лица Некрасова не сходила улыбка — он с радостью заявил, что эта рукопись — просто прелесть, и распорядился выделить Гавриилу Никитичу пятьсот рублей на дорогу домой.
Воодушевлённый успехом, в 1860 году Потанин перевёз всю свою семью из провинции в Петербург. Понимая, что помимо литературного для нового сотрудника «Современника» важно иметь ещё иной способ заработка, осенью того же года Некрасов помогает устроиться ему в Введенскую гимназию. За «усердное преподавание» уже к Новому году Потанин получил сто рублей, а также был приглашён читать лекции в военном училище, для которого даже составил новый учебник русской словесности.
Первые двенадцать глав антикрепостнического романа Потанина были опубликованы в первых четырёх номерах «Современника» за 1861 год, однако заглавие «Крепостное право» по цензурным причинам пришлось изменить на «Старое старится, молодое растёт». И литераторы, и пресса тех лет дали роману блестящие отзывы, а в одном из номеров журнала «Сын отечества» было сказано:
Роман нового писателя, г. Потанина, далеко незаурядное явление; в нём такой тонкий психологический анализ, что автора не обинуясь можно сравнить с Диккенсом.
В июне 1862 года выпуск «Современника» был приостановлен «за вредное направление». В 1863—1865 годах Потанин печатался в журнале «Русское слово», где в виде повести «Год жизни» увидел свет отрывок из романа «Старое старится, молодое растёт», а также несколько «эпизодов» из романа. Впрочем и это издание в 1866 году было закрыто.

### Витебская губерния и возвращение в Симбирск
В это же время Потанину предложили должность инспектора народных училищ в Витебской губернии, которую занимал вплоть до 1871 года, когда был уволен с формулировкой «за полную неблагонадежность в политическом отношении». На этом служебная карьера Гавриила Никитича была окончена, и он вернулся в родной Симбирск, где прожил до конца своих дней в полном забвении.
В последние годы жаловался на удушье, было подозрение на порок сердца. 17 [30] декабря 1910 года, как всегда, отправился пешком в баню, а уже спустя час его привезли домой мёртвым. Писатель был похоронен на городском кладбище (ныне — Воскресенский некрополь Ульяновска).